# Philipp Knoll
Philipp Knoll (4. července 1841 Karlovy Vary – 31. ledna 1900 Vídeň) byl rakouský a český lékař, patolog a politik německé národnosti; rektor Německé univerzity v Praze, koncem 19. století poslanec Českého zemského sněmu.

## Biografie
Narodil se v Karlových Varech, kde byl jeho otec zámožným obchodníkem. Už v roce 1859 poprvé veřejně vystoupil na Schillerových slavnostech, kde zdůraznil význam tohoto umělce pro otázku svobody.
Vystudoval medicínu na Karlo-Ferdinandově univerzitě v Praze. V únoru 1864 zde získal titul doktora všeobecného lékařství a chirurgie. V letech 1864–1868 byl asistentem na 1. lékařské univerzitní klinice u profesora Antona von Jaksche. V roce 1868 přešel na Ludvíkovu univerzitu v Gießenu v Hesensku k profesoru Conradu Eckhardovi, u kterého již předtím působil na stáži během letních prázdnin 1866 a 1867. Zde se roku 1869 habilitoval v oboru anatomie a fyziologie. Od roku 1870 opět působil na pražské univerzitě, kde se v roce 1872 stal mimořádným a roku 1879 řádným profesorem obecné a experimentální patologie. Od roku 1880 vedl jím založený Institut experimentální patologie. V letech 1883–1884 a 1887–1888 byl děkanem lékařské fakulty a v letech 1890–1891 rektorem pražské německé univerzity. V roce 1896 získal titul dvorního rady. Roku 1898 byl povolán na Vídeňskou univerzitu coby nástupce profesora Salomona Strickera. Publikoval více než 60 vědeckých prací, byl aktivní při budování samostatné německé univerzity v Praze po rozdělení dosavadní dvojjazyčné univerzity, které jako jeden z prvních akademiků doporučoval. Počátkem 70. let předsedal německému tělovýchovnému spolku Turnverein v Praze. Založil Společnost pro podporu německé vědy, umění a literatury v Čechách.
V 80. letech 19. století se zapojil i do zemské politiky. Ve volbách v roce 1883 byl zvolen na Český zemský sněm za městskou kurii (obvod Karlovy Vary – Jáchymov). Patřil mezi předáky německých liberálů (takzvaná Ústavní strana, později Německá pokroková strana) a podporoval sudetoněmecké národní požadavky. Zasedal ve výkonném výboru klubu německých poslanců. V roce 1886 spolu s ostatními německými poslanci opustil sněm na protest proti politice české většiny. Do sněmu se dočasně ještě vrátil v letech 1890–1891 jako virilista (poslanec držící mandát z titulu své funkce, v tomto případě rektora německé univerzity v Praze). V roce 1886 také čelil napomenutí od místodržitele Čech za svou řeč pronesenou v Drážďanech a bylo mu naznačeno, že při opakování politicky angažovaných veřejných vystoupení by mohl přijít o své místo na univerzitě.
Zemřel v lednu 1900. Jeho bratrem byl karlovarský okresní starosta a zemský politik Rudolf Knoll.